# أستربيلية
الفصيلة الأستربيلية (الاسم العلمي: Austrobaileyaceae) هي الفصيلة نباتية تتبع رتبة الأستربيليات من صف الثنائيات الفلقة.
تضم هذه الفصيلة جنس نباتي واحد هو الأستربيل.